# Демидов, Михаил Геннадьевич
Михаи́л Генна́дьевич Деми́дов (род. 17 июня 1992, Одинцово, Московская область) — российский шахматист, гроссмейстер (2019), мастер спорта России. Победитель и многократный призёр командных чемпионатов России. С 2024 года — старший тренер юношеской сборной России.

## Биография
Демидова научил играть в шахматы отец, когда мальчику было 4 года. Позже он стал обучаться в одинцовском Доме офицеров у тренера Михаила Бенча. В первом же турнире Демидов проиграл все партии и хотел бросить шахматы, но вскоре встретился со своим дедушкой в Бендерах и всё свободное время с ним играл.
Через полгода Демидов вернулся в родной город и одержал победу на том же турнире, в котором ранее проиграл все партии. После победы стал профессионально заниматься шахматами. Спустя время отец получил квартиру в Химках, после чего решил отдать сына в клуб имени Тиграна Петросяна, в спортшколу «Юность Москвы». Демидов занимался у Людмилы Белавенец, Натальи Чухровой, позже — с Людмилой Зайцевой. После новых достижений его стал тренировать международный мастер Игорь Январев. Как перспективный юный шахматист, он попал в школу Евгения Бареева. С юных лет хорошо играет в быстрые шахматы.
В 2014 году на чемпионате Москвы, а также на Мемориале Чигорина в блиц-турнире дважды занял 5-е места. В 2016 году на турнире Аэрофлот Опен в группе «Б» разделил 1-3 места с Ильёй Ильюшенком и Иваном Розуным.
Гроссмейстерские нормы выполнил на турнирах в Словакии, Литве и Чехии. Победитель Мемориалов Льва Полугаевского и Игоря Курносова, неоднократный победитель и призёр этапов Кубка России. Участвовал в чешской, немецкой, голландской, каталонской и французской командных чемпионатах.
В 2018 году Демидов занял 11-е место на чемпионате Европы по рапиду. В 2019 году вошёл в топ-10 на чемпионате Европы по блицу и имел шанс выиграть рапид-турнир, но проиграл решающую партию Рауфу Мамедову. Позже его рейтинги по рапиду и блицу пересекали 2650.
Демидов женат на Ирине Василевич, супруги воспитывают двоих детей. Он тренировал многих молодых шахматистов из школы имени Анатолия Карпова, в которой работает его жена, а сам многие годы был спортсменом-инструктором.